# Landkreis Nürnberger Land
Landkreis Nürnberger Land – powiat w Niemczech, w kraju związkowym Bawaria, w rejencji Środkowa Frankonia, w regionie Planungsregion Nürnberg.
Siedzibą powiatu jest miasto Lauf an der Pegnitz.

## Podział administracyjny
W skład powiatu wchodzi:
- pięć gmin miejskich (Stadt)
- trzy gminy targowe (Markt)
- 19 (pozostałych) gmin (Gemeinde)
- trzy wspólnoty administracyjne (Verwaltungsgemeinschaft)
- 14 obszarów wolnych administracyjnie (gemeindefreies Gebiet)

Miasta:
| Lp. | Nazwa miasta              | Ludność (31.12.2012) | Powierzchnia km² |
| --- | ------------------------- | -------------------- | ---------------- |
| 1   | Altdorf bei Nürnberg      | 15.111               | 46,59            |
| 2   | Hersbruck                 | 12.150               | 22,91            |
| 3   | Lauf an der Pegnitz       | 25.912               | 59,80            |
| 4   | Röthenbach an der Pegnitz | 11.788               | 14,27            |
| 5   | Velden                    | 1.799                | 21,32            |

Gminy targowe:
| Lp. | Nazwa gminy targowej   | Ludność (31.12.2012) | Powierzchnia km² |
| --- | ---------------------- | -------------------- | ---------------- |
| 1   | Feucht                 | 12.449               | 9,59             |
| 2   | Neuhaus an der Pegnitz | 2.847                | 23,96            |
| 3   | Schnaittach            | 7.928                | 49,36            |

Gminy (pozostałe):
| Lp. | Nazwa gminy          | Ludność (31.12.2012) | Powierzchnia km² |
| --- | -------------------- | -------------------- | ---------------- |
| 1   | Alfeld               | 1.094                | 17,95            |
| 2   | Burgthann            | 11.197               | 39,19            |
| 3   | Engelthal            | 1.126                | 13,63            |
| 4   | Happurg              | 3.639                | 42,59            |
| 5   | Hartenstein          | 1.380                | 22,80            |
| 6   | Henfenfeld           | 1.918                | 6,64             |
| 7   | Kirchensittenbach    | 2.030                | 43,21            |
| 8   | Leinburg             | 6.426                | 29,42            |
| 9   | Neunkirchen am Sand  | 4.646                | 14,14            |
| 10  | Offenhausen          | 1.551                | 22,50            |
| 11  | Ottensoos            | 2.051                | 10,01            |
| 12  | Pommelsbrunn         | 5.138                | 50,04            |
| 13  | Reichenschwand       | 2.315                | 6,84             |
| 14  | Rückersdorf          | 4.417                | 3,57             |
| 15  | Schwaig bei Nürnberg | 8.411                | 5,89             |
| 16  | Schwarzenbruck       | 8.290                | 22,21            |
| 17  | Simmelsdorf          | 3.137                | 40,85            |
| 18  | Vorra                | 1.699                | 22,08            |
| 19  | Winkelhaid           | 4.115                | 6,54             |

Wspólnoty administracyjne:
| Lp. | Nazwa wspólnoty administracyjnej | Ludność (31.12.2012) | Powierzchnia km² | Liczba gmin |
| --- | -------------------------------- | -------------------- | ---------------- | ----------- |
| 1   | Happurg                          | 4.733                | 60,54            | 2           |
| 2   | Henfenfeld                       | 4.595                | 42,76            | 3           |
| 3   | Velden                           | 6.720                | 66,20            | 3           |

Obszary wolne administracyjnie:
| Lp. | Nazwa obszaru          | Ludność (31.12.2012) | Powierzchnia km² |
| --- | ---------------------- | -------------------- | ---------------- |
| 1   | Behringersdorfer Forst | niezamieszkany       | 11,19            |
| 2   | Brunn                  | niezamieszkany       | 10,23            |
| 3   | Engelthaler Forst      | niezamieszkany       | 2,42             |
| 4   | Feuchter Forst         | niezamieszkany       | 20,84            |
| 5   | Fischbach              | niezamieszkany       | 18,34            |
| 6   | Forsthof               | niezamieszkany       | 7,44             |
| 7   | Günthersbühler Forst   | niezamieszkany       | 5,91             |
| 8   | Haimendorfer Forst     | niezamieszkany       | 7,48             |
| 9   | Laufamholzer Forst     | niezamieszkany       | 6,56             |
| 10  | Leinburg               | niezamieszkany       | 4,21             |
| 11  | Rückersdorfer Forst    | niezamieszkany       | 5,16             |
| 12  | Schönberg              | niezamieszkany       | 3,44             |
| 13  | Winkelhaid             | niezamieszkany       | 18,36            |
| 14  | Zerzabelshofer Forst   | niezamieszkany       | 6,55             |

## Polityka
Starosta: Helmut Reich (FW, kadencja 2002–2008)
Rada powiatu:
|      | CSU | SPD | Zieloni | Wolni Wyborcy (FW) | FDP | REP | Razem     |
| 2008 | 26  | 19  | 8       | 13                 | 2   | 2   | 70 miejsc |
| 2002 | 28  | 22  | 6       | 11                 | 2   | 1   | 70 miejsc |

## Zmiany administracyjne
- 1 stycznia 2015
  - przyłączenie 583 m² do gminy Schnaittach z gminy Eckental w powiecie Erlangen-Höchstadt